# 斯诺乌火山
斯诺乌火山（俄语：Вулкан Сноу）是知理保以岛南岛的火山，属萨哈林州库里尔斯克区，海拔400米。它以亨利·詹姆斯·斯诺命名。